# 新竹林區管理處大溪工作站復興分站招待所
24°48′51″N 121°21′05″E / 24.814157°N 121.351386°E
新竹林區管理處大溪工作站復興分站招待所，是位於臺灣桃園市復興區澤仁里的日式木造建築，原是臺灣總督府專賣局的招待所，後為林務局（今農業部林業及自然保育署）所有，今列歷史建築作文創場所活化。

## 歷史

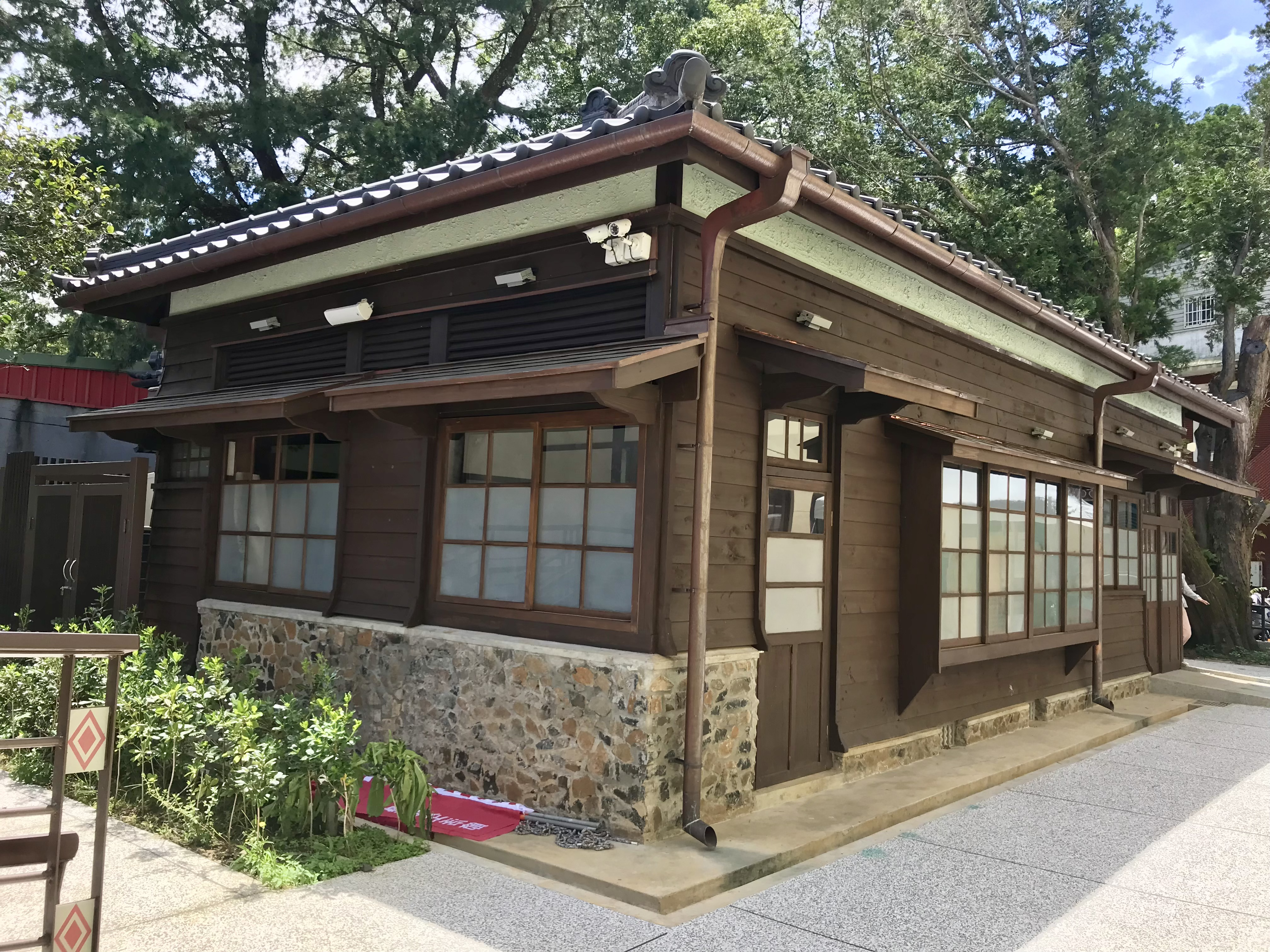
招待所一景

石門水庫建造前，漢人可以經大漢溪與角板山的原住民貿易。大溪工作站復興分站招待所本來是角板山泰雅族與平地漢人的交易場所，五年理蕃計畫後，角板山納為日本政府所有，此處成為臺灣總督府專賣局的招待所。因角板山是作為樟腦開採處，推估此屋可作為長官視察時住宿之用。主要建材為上等台灣檜木，構造簡樸。戰後時期，曾做為林務局辦公室與主任宿舍使用。
2004年2月17日，桃園縣政府文化局文化帶學者勘察作為新竹林區管理處大溪工作站復興分站的招待所、與角板山公園復興亭後，審查委員贊同登錄歷史建築。該年將招待所登錄為歷史建築後，由原住民族行政局委外進行全區景觀規劃細部設計，以實行結構補強、蟲害防治、排水系統、強化消防、重設電氣、建物防水防潮、增設無障礙設。
因由林務局維管，僅管閒置失修，區公所礙於權責及法規限制，直到復興區長曾志湘任內爭取林務局同意撥用，而能由市府編列預算進行整修活化。市府爭取文化部新台幣540萬元，加上市府自籌款1060萬元，於2019年底修復開工。2022年10月6日，市長鄭文燦表示將此棟活化後將作為地方青年創業及工藝職人駐點處。2023年4月25日以「復興林業故事館」之名完工時，原住民族行政局長陳姿伶、立委廖國棟、在地醫生高揚威等人主持完工儀式。9月8日，第七屆桃園市政府公共工程金品獎頒獎典禮，修復此建物的團隊獲獎。